# Agía Eleoússa (Ándros)
Agía Eleoússa (grec moderne : Αγία Ελεούσα) est une localité située dans le dème d'Ándros, dans le district régional d'Ándros, dans la périphérie d'Égée-Méridionale, en Grèce.
Selon le recensement de 2021, elle compte 26 habitants.